# دجاجة البراري الكبرى
دجاجة البراري الْكُبْرَى (الاسم العلمي: Tympanuchus cupido)، الذي يطلق عليه أحيانًا بومر، هو طائر كبير من فصيلة الطيهوج. كان هذا النوع في يوم من الأيام يوجد بوفرة في أمريكا الشمالية ، ولكنه أصبح نادرًا للغاية وجتث في كثير من نطاقاته بسبب تدمير بيئاته. تدابير الحفظ جارية لضمان استدامة مجموعات جمهرته الصغيرة الحالية. ومن أشهر مظاهر هذه الطيور طقوس التزاوج التي تسمى الدّويّ.